# 赫塔費主教座堂

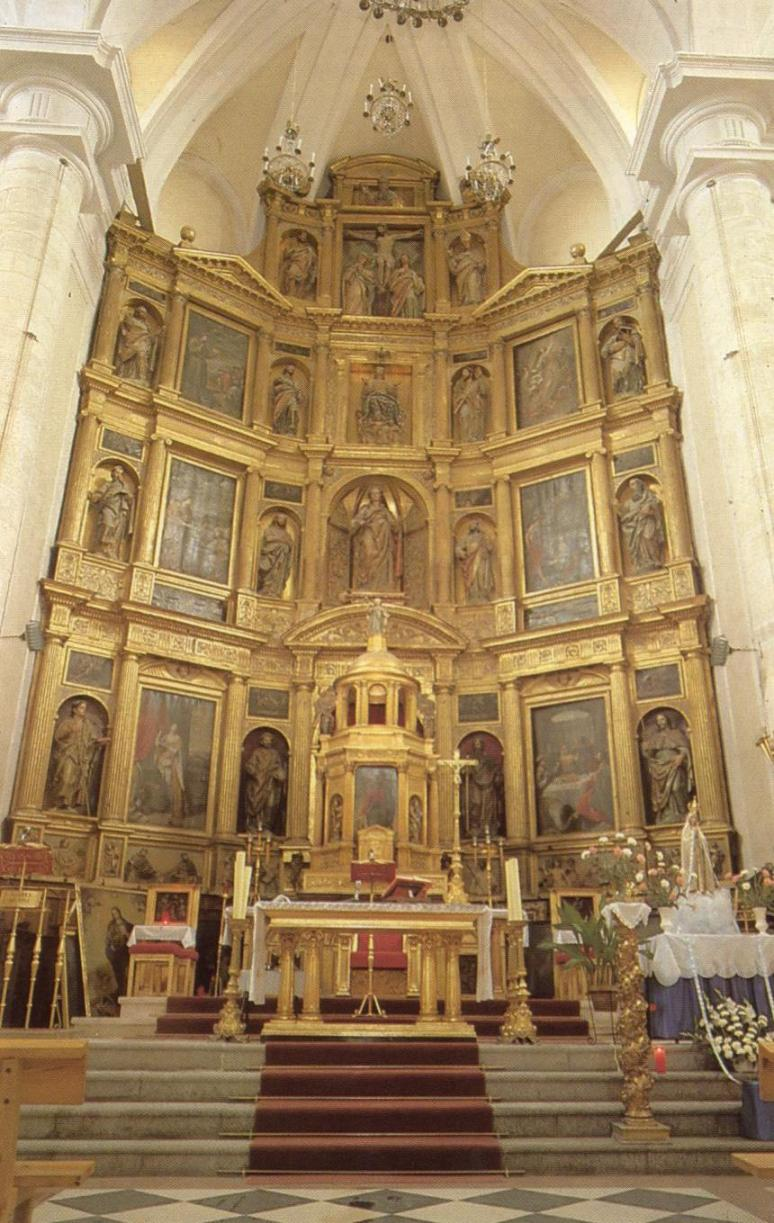
赫塔費主教座堂

赫塔費主教座堂（Getafe Cathedral）是位於西班牙城市赫塔費的一座羅馬天主教的教堂。赫塔費主教座堂也是天主教赫塔費教區的主教座堂。